# Праздники Гонконга
Праздники в Гонконге назначены правительством Гонконга. Они позволяют работникам отдохнуть от работы в связи с особыми случаями. Всего 17 государственных праздников (кит. 公眾假期).

## Официальные праздники
| Дата                                 | Название                                                    | Оригинальное название    | Примечание                                                                                              |
| ------------------------------------ | ----------------------------------------------------------- | ------------------------ | --- |
| 1 января                             | Новый год                                                   | 元旦新年                 | |
| Первый день первой луны              | Китайский новый год                                         | 農曆年初一               | Обычно происходит в конце января или начале февраля, самый важный из традиционных китайских праздников. |
| Второй день первой луны              | Второй день Китайского нового года                          | 農曆年初二               | |
| Третий день первой луны              | Третий день Китайского нового года                          | 農曆年初三               | |
| 5 апреля (4 апреля в високосный год) | Цинмин                                                      | 清明節                   | Происходит примерно через 15 дней после весеннего равноденствия. День уважения своих предков.           |
|                                      | Великая пятница                                             | 耶穌受難節               | |
|                                      | Великая суббота                                             | 耶穌受難節翌日           | |
|                                      | Поливальный понедельник                                     | 復活節星期一             | |
| 1 мая                                | День труда                                                  | 勞動節                   | |
| Восьмой день четвертой луны          | День рождения Будды                                         | 佛誕                     | Обычно происходит в мае. Новый праздник учреждён в 1998 году.                                           |
| Пятый день пятой луны                | Праздник драконьих лодок                                    | 端午節                   | Обычно происходит в июне. День патриотической памяти. Люди едят пирожные и плавают на драгонботах.      |
| 1 июля                               | День создания специального административного района Гонконг | 香港特別行政區成立紀念日 | |
| Шестнадцатый день восьмой луны       | Праздник середины осени                                     | 中秋節翌日               | Обычно происходит в сентябре. Важный праздник осеннего урожая и единения.                               |
| 1 октября                            | Национальный день                                           | 中華人民共和國國慶日     | Обычно празднуется в течение двух дней с 1 и 2 октября                                                  |
| Девятый день девятой луны            | Праздник двойной девятки                                    | 重陽節                   | Обычно происходит в октябре. День чествования пожилых людей и умерших. Также день альпинизма.           |
| 25 декабря                           | Рождество Христово                                          | 聖誕節                   | |
| 26 декабря                           | День подарков                                               | 聖誕節翌日               | |

Под управлением Великобритании до 1997 года, День рождения королевы был государственным праздником и отмечался во второй понедельник июня. После передачи Гонконга Китаю был заменен на праздник День создания специального административного района Гонконг. Аналогичным образом, День Содружества школьных каникул был заменен на празднование дня рождения Сунь Ятсен. День освобождения Гонконга (кит. 重 光 纪念日), который праздновался в последний понедельник августа и следующий за ним день годовщины победы в японо-китайской войне после передачи суверенитета заменили на День труда и Национальный День Народной Республики Китай.
В соответствии с законодательством Гонконга, когда назначенный государственный праздник приходится на воскресенье или в тот же день другого праздника, праздник переноситься на следующую неделю. Однако существуют исключения, например, когда Китайский новый год 2007 года пришелся на воскресенье (18 февраля), правительство назначило в субботу непосредственно перед праздником (то есть на 17 февраль)..